# Thiên hoàng Go-Sai
Thiên hoàng Go-Sai (後西天皇/ ごさいてんのう Go-Sai Tenno, 01 tháng 1, 1638 – 22 tháng 3, 1685) còn được gọi khác là Go-Saiin (後西院) là Thiên hoàng thứ 111  của Nhật Bản theo danh sách kế thừa truyền thống. Triều đại của Go-Sai kéo dài từ năm 1655 đến năm 1663.

## Phả hệ
Tên húy của ông là Nagahito (良仁 (Lương Nhân)) hoặc Yoshihito; và danh hiệu trước khi lên ngôi của ông là Hide-no-miya (秀宮 (Tú Cung)) hay Momozono -no-miya.
Ông là con trai thứ tám của Thiên hoàng Go-Mizunoo, là em của hai Thiên hoàng tiền nhiệm là Thiên hoàng Meishō và Thiên hoàng Go-Kōmyō. Go-Sai có ít nhất 11 người con trai và 17 người con gái, nhưng không ai kế vị ngai vàng cả:
- Hoàng hậu: Công chúa Akiko (明子女王; 1638–1680), sau này là Myokichijou’in (妙吉祥院), con gái của Thân vương Takamatsu-no-miya Yoshihito.
  - Con gái đầu tiên: Công chúa Tomoko (1654–1686; 誠子内親王).
  - Con trai đầu tiên: Thân vương Hachijō-no-miya Osahito (1655–1675; 八条宮長仁親王) – Hachijō-no-miya thứ 4.
- Nữ quan: Seikanji Tomoko (chết năm 1695; 清閑寺共子), con gái của Seikanji Tomotsuna.
  - Con trai thứ 2: Thân vương Arisugawa-no-miya Yukihito (1656–1695; 有栖川宮幸仁親王) – Arisugawa-no-miya thứ 3.
  - Con gái thứ 2: Công chúa (Onna-Ni-no-miya, 1657–1658; 女二宮).
  - Con gái thứ 3: Công chúa Sōei (1658–1721; 宗栄女王).
  - Con gái thứ 4: Công chúa Sonsyū (1661–1722; 尊秀女王).
  - Con trai thứ 4: Hoàng tử - Mục sư Gien (1662–1706; 義延法親王).
  - Con gái thứ 6: Công chúa Enkōin (1663; 円光院宮).
  - Con trai thứ 5: Hoàng tử - Mục sư Tenshin (1664–1690; 天真法親王).
  - Con gái thứ 7: Công chúa Kaya (1666–1675; 賀陽宮).
  - Con gái thứ 10: Công chúa Mashiko (1669–1738; 益子内親王), kết hôn với Kujo Sukezane.
  - Con gái thứ 11: Công chúa Rihō (1672–1745; 理豊女王).
  - Con gái thứ 13: Công chúa Zuikō (1674–1706; 瑞光女王).
- Phi tần: con gái của Iwakura Tomoki.
  - Con trai thứ 3: Hoàng tử - Mục sư Eigo (1659–1676; 永悟法親王).
- Phi tần: Ukyō-no-Tsubone (右京局), con gái của Tominokōji Yorinao.
  - Con gái thứ 5: Công chúa Tsune (1661–1665; 常宮).
- Phi tần: Umenokōji Sadako (梅小路定子), con gái nuôi của Umenokōji Sadanori và là con gái của Kōgenji Tomohide.
  - Con gái thứ 8: Công chúa Kaku (1667–1668; 香久宮).
  - Con gái thứ 9: Công chúa Syō'an (1668–1712; 聖安女王).
  - Con trai thứ 6: Hoàng tử - Mục sư Gōben (1669–1716; 公弁法親王).
  - Con trai thứ 7: Hoàng tử - Mục sư Dōyū (1670–1691; 道祐法親王).
  - Con trai thứ 8: Thân vương Hachijō-no-miya Naohito (1671–1689; 八条宮尚仁親王) – Hachijō-no-miya thứ 5.
  - Con gái thứ 12: Công chúa Mitsu (1672–1677; 満宮).
  - Con gái thứ 14: Công chúa Sonkō (1675–1719; 尊杲女王).
  - Con gái thứ 15: Công chúa Sonsyō (1676–1703; 尊勝女王).
  - Con trai thứ 11: Hoàng tử - Mục sư Ryō'ou (1678–1708; 良応法親王).
  - Con gái thứ 16: Ryougetsuin (1679; 涼月院) (vẫn còn nghi vấn về mẹ ruột).
- Phi tần: Azechi-no-tsubone (按察使局, con gái của Takatsuji Toyonaga.
  - Con trai thứ 9: Hoàng tử - Mục sư Sondō (道尊法親王) (1676–1705; Mục sư Phật giáo).
- Phi tần: Matsuki Atsuko (松木条子), con gái của Matsuki Muneatsu.
  - Con trai thứ 10: Hoàng tử Roei’in (槿栄院宮; 1677).

## Lên ngôi Thiên hoàng
Ngày 05 Tháng 1 năm 1655, ngay sau khi vua anh là Thiên hoàng Go-Kōmyō vừa băng hà vì bệnh, Thân vương Nagahito lên ngôi lấy hiệu là Thiên hoàng Go-Sai. Tên hiệu "Go-Sai" của ông (còn gọi là Go-Saiin) có nguồn gốc là một tên thay thế (hay tên khác) của vị vua tiền nhiệm sống cách ông 10 thế kỷ, Thiên hoàng Junna. Junna trong thời gian trị vì của mình có lẽ đã phải đối mặt với các cuộc đấu tranh của gia tộc Fujiwara để giữ quyền lực của ông. Thêm nữa, tên hiệu Go-Saiin cũng có nghĩa là "Hoàng đế của cung đình phía Tây" (Saiin no mikado). Chữ "Go" (tiếng Nhật nghĩa là: thứ nhì) và do đó, tên hiệu Go-Sai có thể được xác định là "Junna II".
Năm 1655, vừa lên ngôi ít lâu thì Go-Sai tiếp quốc thư của đại sứ Triều Tiên sang Nhật Bản.
Tháng 3/1657, đại hỏa hoạn ở kinh đô Edo (Đại hỏa hoạn Meireki), phá hủy 60-70% của thành phố. Ước tính 100.000 người thiệt mạng trong đại hỏa hoạn này.
Năm 1659, Thiên hoàng cho xây dựng cầu Ryogoku (ryogokubashi) trong kinh đô Edo để tiện qua lại.
Năm 1661, cung điện Hoàng gia tại Kyoto, Thần cung Ise bị hỏa hoạn.
Tháng 3 năm 1662, động đất dữ dội ở Kanto phá hủy phần lớn lăng mộ của Toyotomi Hideyoshi.
Ngày 05 tháng 3 năm 1663 (Kanbun 3, ngày 26 tháng 1): Thiên hoàng Go-Sai thoái vị, nhường ngôi cho em trai út. Người em sẽ lên ngôi, hiệu là Thiên hoàng Reigen.

## Thoái vị
Sau khi rời ngôi, ông tập trung vào việc đọc sách và viết khá nhiều quyển, trong đó có quyển "Nước và Trời: Sự kết hợp" (Suinichishū,水日集). Ông là một thiên tài của thể thơ Waka, vì ông có hiểu biết sâu sắc về kinh điển.
Triều đại của ông nhận lấy nhiều thảm họa của nước Nhật Bản: hỏa hoạn ở chùa và kinh đô, động đất, lũ lụt và cả nạn đói. Nhiều người đổ lỗi cho Thiên hoàng, nói rằng ông không có đạo đức.
26 tháng 3 năm 1685 (Jōkỳō 2, ngày thứ 22 của tháng thứ 2): Cựu hoàng Go-Sai qua đời. Đúng lúc đó, một ngôi sao chổi vụt bay qua khoảng không bầu trời đêm rồi vụt tắt.

### Kugyō
- Quan bạch: Nijo Mitsuhira, 1653-1663
- Tả đại thần
- Hữu đại thần
- Nội đại thần
- Đại nạp ngôn

### Niên hiệu
- Jōō (1652–1655)
- Meireki (1655-1658)
- Manji (1658-1661)
- Kanbun (1661-1673)